# Sanna Marjukka Huttunen
Sanna Marjukka Huttunen (Helsinki, 1 de noviembre de 1973) es una naturalista (botánica, brióloga) finesa.
Desarrolla actividades académicas y científicas en el Dto. de Biología, Universidad de Turku.

## Algunas publicaciones
- min Li, michael s. Ignatov, benito c. Tan, sanna Huttunen, jian-cheng Zhao, you-fang Wang. 2015. Taxonomic Re-Assessment of Kindbergia (Brachytheciaceae, Bryophyta) in China, with a Description of Pseudokindbergia gen. nov. Cryptogamie Bryologie 36 (1):47-68

- william r. Buck, m.s. Ignatov, sanna Huttunen. 2007. Pleurocarpous Mosses of the North Woods. Humboldt Field Research Institute, Eagle Hill Foundation, Steuben, Maine : 9-13 de julio de 2007. Ed. The Institute

- sanna Huttunen, timo Koponen. 2005. Bryophyte Flora of the Hunan Province, China: Brachytheciaceae (Musci), with an overview of "Eurhynchiadelphus" and "Rhynchostegiella" in SE Asia. Acta botanica Fennica, ISSN 0001-5369 Con Michael S. Ignatov, Sinikka Piippo, Jiří Váňa. Ed. Finnish Zoological and Botanical Publishing Board, 78 p. ISBN 9519469729, ISBN 9789519469720

- ------------------. 2004. Phylogeny and Evolutionary Relationships of the Moss Families Brachytheciaceae and Meteoriaceae. Helsingin yliopiston kasvitieteen julkaisuja 34. Ed. University of Helsinki, 33 p. ISBN 9521018658, ISBN 9789521018657

- ------------------. 1999. The bryophytes of Finnmark, v. 2 de Bryobrotherella. Ed. Suomen Sammalseura r.y ISBN 9519647562, ISBN 9789519647562

- La abreviatura «Huttunen» se emplea para indicar a Sanna Marjukka Huttunen como autoridad en la descripción y clasificación científica de los vegetales.[2]